# Zwart-Wit '28

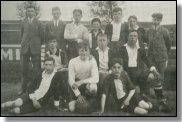
1e teamfoto van Zwart Wit '28. Linksboven staat Gerrit van der Sluijs als 1 van de oprichters

Zwart-Wit '28, voluit Rotterdamse Christelijke Voetbalvereniging Zwart-Wit '28, was een amateurvoetbalclub uit Rotterdam-Zuid die op 1 mei 1928 werd opgericht. De club speelde haar wedstrijden op zaterdag. Omdat er ook een zondag voetbalclub was met de naam Zwart-Wit, moest het jaartal van de NVB aan de naam toegevoegd worden. Aanvankelijk speelde Zwart-Wit '28 op Varkenoord, maar het verhuisde in 1966 naar het nieuwe Sportpark De Vaan. Het eerste elftal promoveerde in de jaren 60 meermaals en kwam op het hoogste niveau, destijds de Eerste klasse A (later hoofdklasse).
De grootste successen van de club waren begin jaren'70 met de kampioenschappen in de Eerste klasse A en de algehele zaterdag kampioenschappen in 1971 en 1972 en het algeheel amateurkampioenschap in 1971. Het eerste vrouwenelftal won in 2000 de KNVB Beker.
Vanaf eind jaren 90 ging het financieel slechter met de club en mede door wanbestuur en hoge betalingen aan spelers ging de club in 2004 uiteindelijk failliet. Begin februari werden alle elftallen uit de competitie genomen en enkele dagen later brandde de accommodatie volledig af. Op 24 februari 2004 werd de club officieel opgeheven.

## Erelijst

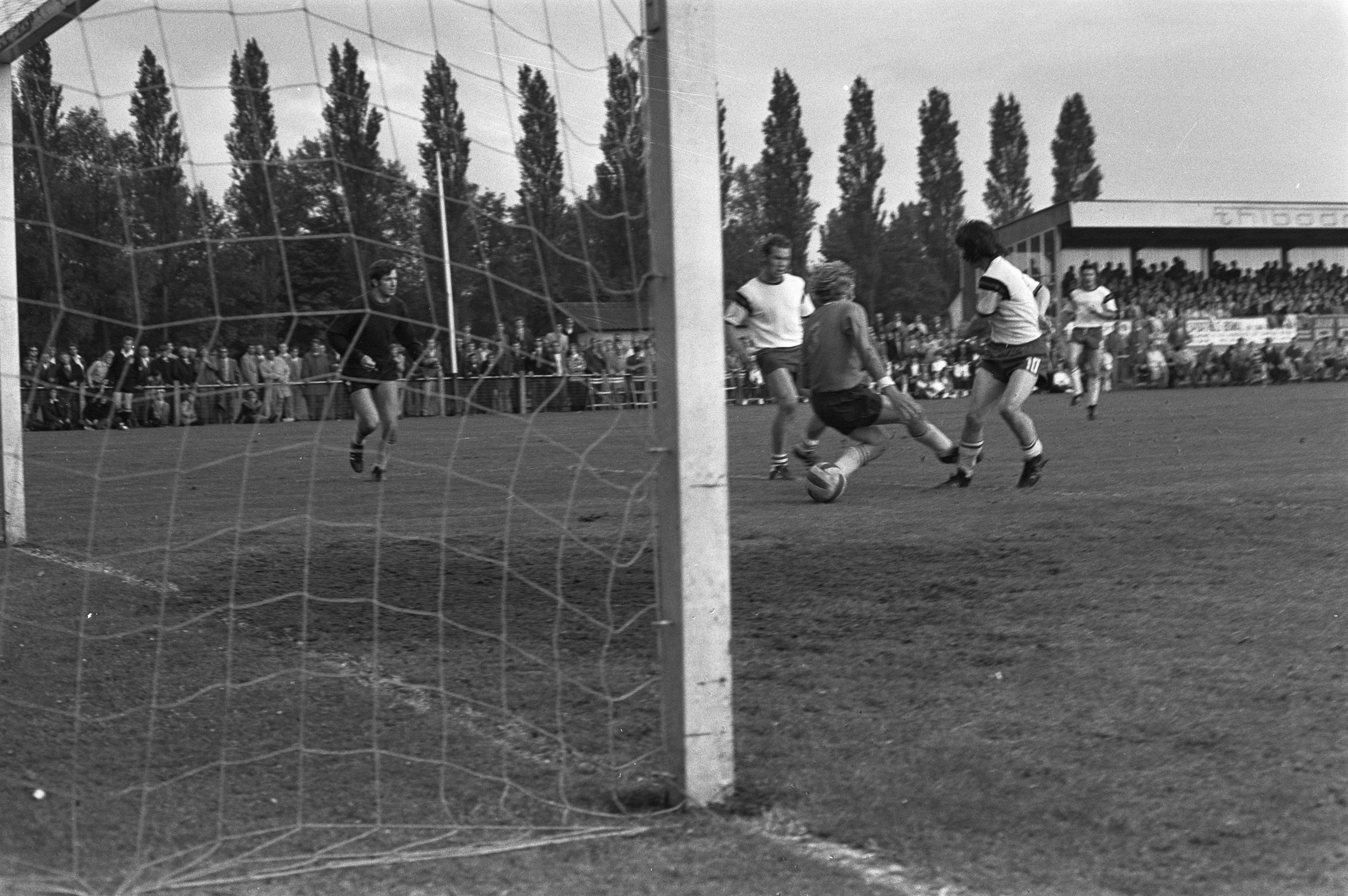
Strijd om het kampioenschap voor de amateurs 1972 tegen Sparta '25

### Mannen
- Algemeen amateurkampioenschap

Winnaar in 1971
- Zaterdag amateurkampioenschap

Winnaar in 1971, 1972
- KNVB Beker voor amateurs Zaterdag

Winnaar in 1970, 1972, 1973
- Districtsbeker West IV

Winnaar in 2001

### Vrouwen
- KNVB Beker

Winnaar in 2000

## Overzichtslijsten

### Competitieresultaten zaterdag 1947–2004
| 4 4C |

| 3 4B |

| 6 4C |

| 4 4B |

| 7 4C |

| 6 4C |

| 7 4B |

| 3 4C |

| 2 4B |

| 1 4B |

| 3 3B |

| 1 3A |

| 3 |

| 2 |

| 2 |

| 3 |

| 2 2B |

| 1 2A |

| 1 2A |

| 2 2B |

| 3 2B |

| 3 2A |

| 5 2A |

| 2 2B |

| 1 1A |

| 1 1A |

| 4 1A |

| 3 1B |

| 4 1A |

| 6 1A |

| 9 1A |

| 11 1A |

| 7 1B |

| 14 1A |

| 1 2B |

| 7 1B |

| 5 1A |

| 8 1A |

| 10 1A |

| 13 1A |

| 3 2A |

| 1 2A |

| 9 1B |

| 13 1A |

| 1 2A |

| 6 1B |

| 8 1A |

| 7 1B |

| 9 1A |

| 9 1B |

| 2 B |

| 8 B |

| 12 A |

| 13 A |

| 1 1B |

| 3 B |

| 8 B |

| xx B |

| Hoofdklasse | Eerste klasse | Tweede klasse | Derde klasse | Vierde klasse |

In elke staaf van de grafiek staat van boven naar beneden vermeld: 
- Eindnotering

Dit is de positie die de club heeft bereikt in de competitie, zonder eventuele beslissings-, play-off- of nacompetitiewedstrijden die nodig zijn geweest om bijvoorbeeld de kampioen van de competitie te bepalen.
Indien een * achter het getal staat is de notering een tussenstand en kan het zijn dat de notering niet overeenkomt met de uiteindelijke eindstand van de competitie.
Staat er een - dan is het seizoen nog bezig en is er geen definitieve uitslag bekend.
Staat er xx op de positie van de notering, dan heeft de club vroegtijdig de competitie verlaten. Dit kan onder andere komen door terugtrekking van het team, faillissement van de club of door een uitgedeelde straf van de KNVB. In veel gevallen staat elders in het artikel de reden vermeld.
Staat er een ? dan is het resultaat uit het verleden onbekend, en is alleen de competitie of het niveau bekend van dat seizoen.
In de seizoenen 2019/20 en 2020/21 werd wegens de coronacrisis het amateurvoetbal afgebroken. Daardoor kennen deze staven geen eindklassering (middels -- weergegeven).
- Competitieniveau en afdelingsletter of Officiële eindstand Eredivisie
  - Competitieniveau en afdelingsletter

Hierbij geeft het getal het niveau weer, dat ook terug te vinden is in de legenda. De letter is de afdelingsaanduiding en wordt gebruikt wanneer er meer afdelingen zijn op hetzelfde niveau. De afdelingsletter is altijd een hoofdletter en wordt meestal zonder nummer gebruikt.
Voorbeeld: 2F is niveau 2e klasse competitie F.
Het competitieniveau en nummer wordt niet vermeld wanneer er slechts één competitie van dit niveau was.
  - Officiële eindstand Eredivisie (getal staat tussen haakjes vermeld)

Sinds de introductie van play-offwedstrijden voor Europees voetbal na afloop van de reguliere competitie in 2005/06, is de KNVB verplicht een eindstand van de Eredivisie door te geven aan de UEFA aan de hand van deze play-offwedstrijden.
Bij deze eindstand staan clubs die zich hebben gekwalificeerd voor Europees voetbal hoger dan clubs die zich niet wisten te kwalificeren. Indien er geen verschil was tussen de eindnotering en de officiële eindstand, staat dit getal niet vermeld.

- Onderafdeling

Hier staat afgekort de naam van de onderafdeling indien de club in dat jaar in een onderafdeling uitkwam. Tevens staat deze afkorting in de legenda en wordt gelinkt naar het artikel over deze onderafdeling. Deze afkorting wordt alleen vermeld wanneer de club in het verleden in verschillende onderafdelingen heeft gespeeld. Deze vermelding is in de staaf altijd in kleine letters. Deze onderafdelingen zijn na het seizoen 1995/96 afgeschaft. Heeft de club in slechts één onderafdeling gespeeld, dan is dit alleen terug te vinden in de legenda.
Onder de staaf staat het jaartal vermeld waarin het seizoen is afgesloten. 15 verwijst naar het seizoen 2014/15 of eventueel het seizoen 1914/15.
Wanneer een staaf leeg is, zijn deze gegevens niet bekend. Het kan ook zijn dat de club dat seizoen niet heeft meegespeeld op het hogere amateurniveau, vroegtijdig de competitie heeft verlaten of uit de competitie is gezet.

In het seizoen 1944/45 was er wegens de Tweede Wereldoorlog geen regulier competitievoetbal.

## Bekende (oud-)Zwart-Witten

### Spelers
- Leo Beenhakker
- Jack van den Berg
- Dwight Eli
- Dennis van der Ree (jeugd)
- Erik Tammer
- John de Wolf

### Speelsters
- Sandra van Tol